# Novi Bolman
Novi Bolman (srp. ćir. Нови Болман; mađ. Újbolmány), je naselje u općini Jagodnjak, u Osječko-baranjskoj županiji. 

## Zemljopisni položaj
Novi Bolman je smješten u zapadnom dijelu Baranje, u mikroregiji Baranjske nizine Istočnohrvatske ravnice. Udaljen je 5 km sjeverozapadno od sjedišta općine Jagodnjak, 29 km od Osijeka i 15 km od Belog Manastira. Nalazi se na županijskoj cesti Ž404 (D517 – Bolman – Novi Bolman – Jagodnjak – Novi Čeminac – Uglješ – Švajcarnica /D7/). Autobusnim vezama povezan je s Belim Manastirom i Osijekom.

## Stanovništvo
| broj stanovnika |       |       |       |       | 15    | 12    |       |       | 347   | 289   | 293   | 236   | 219   | 215   | 129   | 122   | 83    |
|                 | 1857. | 1869. | 1880. | 1890. | 1900. | 1910. | 1921. | 1931. | 1948. | 1953. | 1961. | 1971. | 1981. | 1991. | 2001. | 2011. | 2021. |